# Arvorezinha
Arvorezinha – miasto i gmina w Brazylii, w stanie Rio Grande do Sul. Znajduje się w mezoregionie Nordeste Rio-Grandense i mikroregionie Guaporé. 

## Historia
Pierwszym obywatelem miasta był Lino Figueira. Większość późniejszej populacji stanowili Włosi. Przed nadaniem praw miejskich miasto leżało w obrębie Taquari, a później Encantado.